# Karangasem (Bulu, Rembang)
Karangasem is een bestuurslaag in het regentschap Rembang van de provincie Midden-Java, Indonesië. Karangasem telt 1807 inwoners (volkstelling 2010).